# Antônio Carlos (radialista)
Antônio Carlos da Costa (Rio de Janeiro, 9 de junho de 1937) é um radialista brasileiro. Atualmente, comanda o seu programa na Super Rádio Tupi.  
Antônio Carlos começou a sua carreira fazendo um teste na Rádio Nacional no final dos anos 50, onde foi reprovado oito vezes. Depois da nona tentativa, conseguiu a sua aprovação. Depois, trabalhou na Rádio Tupi e na TV Tupi.
Foi para a Rádio Globo em 1987, onde comandou por trinta anos consecutivos o seu programa. Em 2017, Antônio Carlos retorna para a Rádio Tupi, local onde já trabalhou entre 1977 e 1987.
Antônio Carlos é conhecido nas ondas do rádio pela fama de ser "O despertador do Brasil", sendo este o seu apelido.
Antônio Carlos é conhecido como o maior comunicador de rádio do Brasil.
Seu programa vai ao ar de segunda a sexta feira, das 06:00 as 08:00, pela Super Radio Tupi do Rio de Janeiro em 96,5 FM, também é possível sintonizar pelo site www.tupi.fm ou mesmo pelo canal da rádio no YouTube, assistindo assim a programação ao vivo do estúdio!!
Atualmente, seu programa conta com inúmeras atrações, tais como:
Ana Paula Portuguesa, no quadro de fofocas e comentários sobre as novelas.
Miguel Marques, Incrível humorista que faz o quadro "piada da hora", entre outros esquetes e imitações.
Leiloca Neves, atualíssima astróloga que faz previsões dos signos.
Karla de Lucas, exímia produtora executiva do programa, sempre atualizada sobre os acontecimentos e sobre as notícias da causa animal.
O programa conta também com a incrível sonoplastia de Mário Aguiar, muito perspicaz e dá toda a plástica que o show do Antônio Carlos exige.
Atualmente Elisangela Salaroli, está na posição de ouvidora do programa, sempre muito bem atualizada sobre o que está acontecendo também pela visão dos ouvintes do show do Antônio Carlos..
Em 2012, foi homenageado pela escola de samba Acadêmicos de Santa Cruz.

## Show do Antônio Carlos
O programa estreou no dia 17 de março de 1977, na Rádio Tupi AM do Rio de Janeiro. Em 1987, Antonio Carlos é contratado pela Rádio Globo, levando na "bagagem" toda a equipe do "Show do Antonio Carlos", permanecendo no ar até 28 de abril de 2017.
Entre 1987 e 2017, durante 30 anos, o programa foi transmitido pela Rádio Globo do Rio de Janeiro, se consagrando líder de audiência em todo o Brasil sendo transmitido em rede em dois períodos: entre fevereiro de 2002 e novembro de 2013 e entre dezembro de 2016 e abril de 2017. Em 28 de abril de 2017, após diversas reformulações na grade da Rádio Globo, Antônio Carlos deixou a emissora, em comum acordo com a direção do Sistema Globo de Rádio.
Além do programa de rádio, foi colunista do Jornal Extra, também pertencente ao Grupo Globo.

E atualmente está trabalhando na Super Rádio Tupi apresentando o Show do Antônio Carlos de segunda à sexta das 06h às 08h.